# فرنسيس فوستر (سياسي أسترالي)
فرنسيس فوستر (بالإنجليزية: Francis Foster)‏ هو سياسي أسترالي، ولد في 16 يناير 1888، وتوفي في 31 مايو 1979. انتخب عضو مجلس نواب تسمانيا.